# KOZOワンマン倍音ズ
『KOZOワンマン倍音ズ』は、菅沼孝三の6作目のオリジナル・アルバム。2019年10月に発売された。

## 背景
倍音好きの菅沼孝三が倍音系楽器を駆使して自主制作した作品。全パートの演奏、レコーディング、CD制作、ジャケット制作、販売を本人が行った。ジャケットは本人により一枚一枚手書きされている。2019年に行われた「還暦の宴」と題した記念ライブの会場から販売を開始。後に通信販売もされた。

## 収録曲
1. 「MOMO DANCE」 - 4:46
（作曲：菅沼孝三）
2. 「Kuranda ～マーチングとラテン楽器～」 - 2:53
（作曲：菅沼孝三）
3. 「Derelict Factory」 - 1:38
（作曲：菅沼孝三）
4. 「屋久島 ～Didgeridoo Paradise～」 - 8:21
（作曲：菅沼孝三）
5. 「Lark & Goose」 - 2:59
（作曲：菅沼孝三）
6. 「竹田の子守唄」 - 1:37
（日本民謡）
7. 「Cajon Paradise」 - 3:22
（作曲：菅沼孝三）
8. 「Bardian」 - 1:44
（作曲：菅沼孝三）
FRAGILEのアルバム「PHANTOM」に収録されている楽曲のカバー。
9. 「Feel so Good（英語版）」 - 4:31
（作曲：Chuck Mangione）

## スタッフ・クレジット

### 参加ミュージシャン
トラック1
- 菅沼孝三 - ギター、ベース、オルガン、ドラムス、コンガ、ボンゴ

トラック2
- 菅沼孝三 - ドラムス、ティンバレス、コンガ、ボンゴ

トラック3
- 菅沼孝三 - インディアンフルート、タジバリン[注釈 1]、イダキ

トラック4
- 菅沼孝三 - ディジュリドゥ、イダキ、屋久島の海と森の音

トラック5
- 菅沼孝三 - 口琴(Temir komuz（英語版）)

トラック6
- 菅沼孝三 - ギター、カリンバ

トラック7
- 菅沼孝三 - カホン5台

トラック8
- 菅沼孝三 - インディアンフルート、イダキ、ウィンドチャイム

トラック9
- 菅沼孝三 - トランペット、ギター、ベース、ドラムス